# 柏原バスストップ
柏原バスストップ（かしわばらバスストップ）は、長野県上水内郡信濃町の上信越自動車道上にある高速バス停留所。上信越道柏原とも称する。

## 停車する路線
- 長野 - 新潟線
豊田BS - 柏原BS - 木田BS

## 周辺
- 国道18号
- 県道36号
- JR信越本線黒姫駅 - 南に約0.9km